# Arbanasi (gruppo etnico)
Gli Arbanasi sono una popolazione di lingua albanese e prevalentemente di religione cristiana cattolica stanziata a partire dal 1700 nella circoscrizione di Borgo Erizzo della città di Zara in Croazia.